# Christian Agerskov (ingeniør)
 Der er flere personer med dette navn, se Christian Agerskov.
Jørgen Christian Michael Agerskov (2. oktober 1859 i Kappel ved Slien – 10. oktober 1928 i København) var en dansk ingeniør.
Han  kom han i lære på Södra Varv i Stockholm i 1877, og  kom senere i lære  på Orlogsværftet, hvor han tog afgangseksamen i  maskin- og skibsbygning i 1881,  og blev fastansat på værftet. Samtidig læste videre til   cand.polyt. og tog 1890  sin eksamen, trods at han mistede et  øje ved nogle kemiske eksperimenter i forbindelse  med  opfindelsen af en termoalarm, der skulle sikre mod ophedede lejer; Han fik i 1889 patent på opfindelsen.
Christian Agerskov arbejdede  et par år som maskininspektør ved fyrvæsenet, og fra  1892  i Kjøbenhavns Frihavns-Aktieselskab . I Frihavnen var han  projekterende og tilsynsførende ingeniør ved opførelsen både byggerier og tekniske anlæg og medvirkede bl.a. til at Frihavnen blev en af de første havneanlæg i verden,  drevet med  elektricitet som hovedenergikilde.
- Fra 1899 var han konsulent for Københavns Overtoldinspektorat.
- Var censor i mekanisk teknologi ved Polyteknisk Læreanstalt i en årrække.
- Var en  af de ledende kræfter i Ingeniørforbundet der blev oprettet i 1917
- Blev i  1904 Ridder af Dannebrog.

Han er begravet i Nykøbing Sjælland.